# Pueblo godo

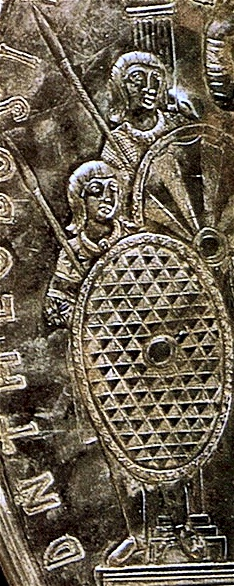
Soldados godos en el Disco de Teodosio, elaborado en el año 388.

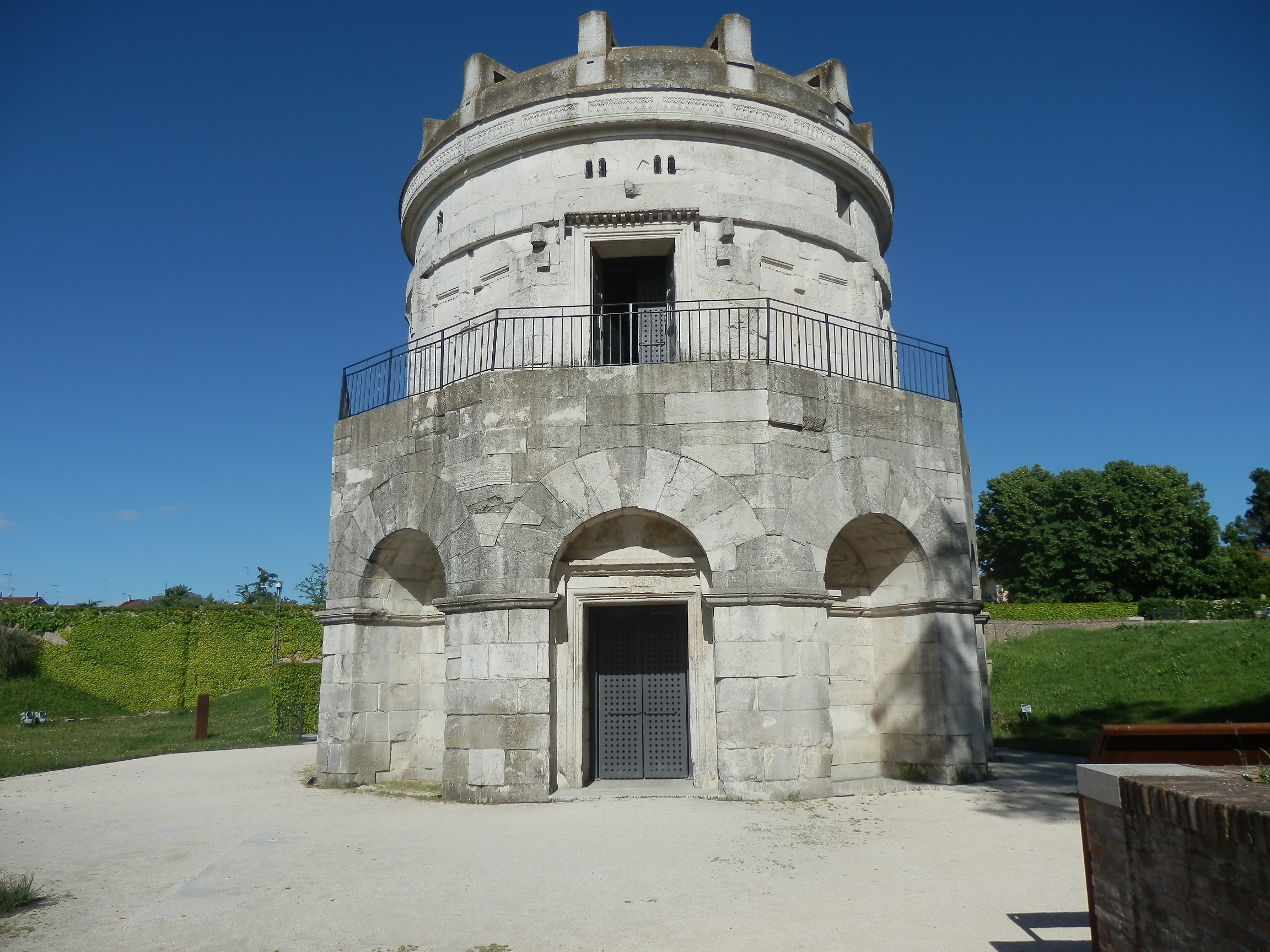
El mausoleo de Teodorico monarca godo, erigido h. 520, en lo que hoy es Italia.

El pueblo godo fue un pueblo germánico oriental, dos de cuyas ramas, los visigodos y los ostrogodos, tuvieron un importante papel en la caída del Imperio romano de Occidente y en el nacimiento de la Europa medieval. Los godos dominaron una vasta zona, que en su momento cumbre, bajo los reyes Hermanarico y Atanarico, posiblemente se extendió desde el río Danubio al Don, y desde el mar Negro hasta el Báltico.
Los godos hablaban el idioma gótico, lengua actualmente extinta que se habló en partes de la alta Crimea hasta el siglo XVIII por los godos de Crimea, la comunidad gótica menos poderosa, más desconocida y, paradójicamente, casi la que más tiempo perduró.

## Etimología
En el idioma gótico se les llamaba Gut-þiuda, traducido habitualmente como "pueblo gótico", pero sólo atestiguado como dat. sg. Gut-þiudai, o Gutans inferido de gen. pl.(?) gutani en la inscripción de Pietroassa. En nórdico antiguo fueron conocidos como los Gutar o Gotar, en latín como los Gothi, y en griego como los Γότθοι, Gótthoi.
Los godos han recibido denominaciones diversas, al menos en parte, debido a que comprendían muchos grupos étnicos diferentes, pero también porque en los primeros relatos de las migraciones indoeuropeas y más tarde de las góticas en el período de las grandes migraciones en general era práctica habitual usar varios nombres para referirse al mismo grupo. Los godos creían (como hacen la mayor parte de los académicos modernos) que los diversos nombres derivan todos ellos de un solo etnónimo prehistórico que se refería originalmente a una cultura uniforme que floreció alrededor de mitad del primer milenio a. C., esto es, los godos originales.

## Origen

El Imperio romano en tiempos de Adriano, mostrando la ubicación del grupo germánico oriental de los Gothones, entonces habitantes de la orilla oriental del río Visula (Vístula), en lo que hoy en día es Polonia.

El origen exacto de los antiguos godos se desconoce. El profesor de historia medieval Fermín Miranda-García señala que el origen del pueblo godo sigue siendo un enigma por resolver.
La evidencia de ellos antes de que establecieran contacto con los romanos es limitada. El relato tradicional de la historia temprana de los godos procede del Getica del ostrogodo Jordanes, escrito hacia el año 551. Jordanes afirma que los primeros godos emigrantes partieron de algún territorio de la actual Suecia rumbo a lo que hoy es Polonia y la desembocadura del río Vístula, y reemplazaron a los habitantes que allí había. 
El texto de Jordanes inicia la descripción del lugar de origen de los Godos; “la isla de Scanza”, la cual muy probablemente sea la actual isla de Gotlandia, al sureste de Suecia.  

Ad Scanziae insulae situm, quod superius reliquimus, redeamus. De hac etenim in secundo sui operis libro Claudius Ptolomaeus, orbis terrae discriptor egregius meminit, dicens: Est in Oceani arctoo salo posita insula magna, nomine Scanzia, in modum folii cedri, lateribus pandis, per longum ducta concludens se; eius ripas influit Oceanus. Haec a fronte posita est Vistulae fluvii, qui Sarmaticis montibus ortus, in conspectu Scanziae septentrionali Oceano trisulcus illabitur, Germaniam, Scythiamque disterminans
Volvamos a la isla Scanza, que abandonamos antes. A ella se refiere el ilustre geógrafo Claudio Ptolomeo en el segundo libro de su trabajo cuando dice: "Hay en el Océano del Norte una gran isla llamada Scanzia, que tiene la forma de una hoja de cedro; sus costas se extienden a lo largo y ancho, y luego se aprietan para encerrarla, el océano se introduce en sus costas. Se sitúa frente al río Vístula, el cual nace en las montañas de Sarmacia, y que, frente a la isla Scanza, desemboca en el Océano Norte por tres bocas que separan a Germania de Escitia.
Jordanes

 

Se ha sugerido que estos hechos se refieren a la formación, a comienzos de nuestra era, de la cultura de Wielbark. Si bien hoy se cree que esta cultura se desarrolló a partir de culturas anteriores de la misma zona, es muy posible una influencia escandinava en la misma, ya que los hallazgos arqueológicos muestran estrechos contactos entre el sur de Suecia y la zona costera del Báltico en el continente, y más hacia el sudeste, evidenciado por la cerámica, tipos de casas y tumbas. Más que una migración masiva, los parecidos en las culturas materiales pueden ser un producto de contactos regulares de larga duración en el tiempo. Sin embargo, el registro arqueológico podría indicar que mientras su obra se considera poco fiable, la historia de Jordanes se basaba en una tradición oral con algún fundamento en la realidad. 

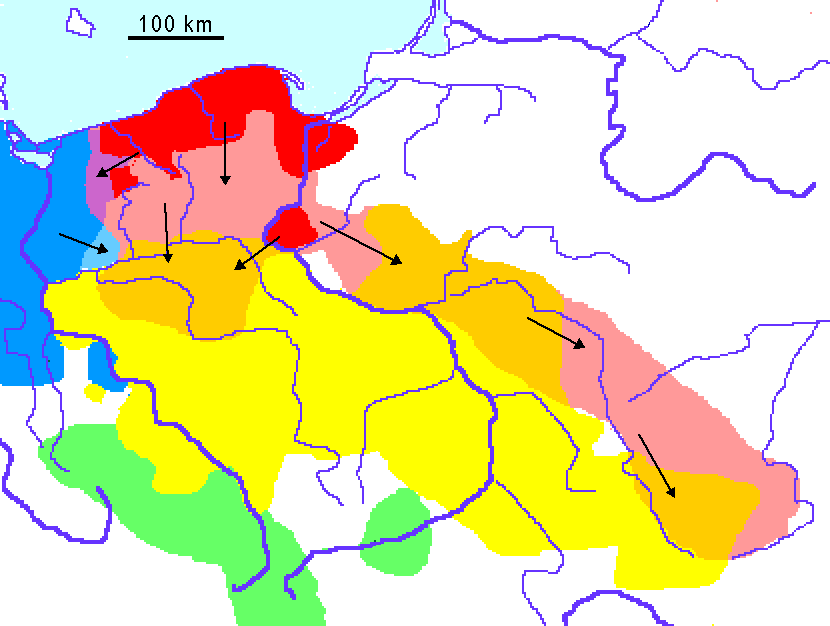
La expansión de las tribus germánicas hacia el año 1;
rojo: Cultura de Oksywie,
luego cultura de Wielbark temprana
azul: Cultura de Jastorf (claro: expansión, púrpura: reprimido)
amarillo: Cultura Przeworsk (naranja: reprimido)
rosa, naranja, púrpura: expansión de la cultura de Wielbark (s. II)

Los gotlandeses (gutar en sueco) son el pueblo de la isla de Gotland. El etnónimo es idéntico al de los godos (gutans), y ambos nombres fueron originalmente en proto-germánico *gutaniz. Su idioma es el gútnico (gutniska). La historia más antigua sobre los gotlandeses se relata en la Gutasaga. Hacia el primer siglo antes de la era cristiana se notan cambios en el estrato de los restos en yacimientos de la cultura de Prusia en el sur del Báltico, que indican fuertes contactos con el sur de Suecia. Está relacionado con la sobrepoblación, que provocó que un tercio de los gotlandeses emigraran y se asentaran en el sur de Europa. Algunos estudiosos, como por ejemplo Wessén, Wenskus, Hoffman, etc, han sostenido que el relato de la Gutasaga podría ser una reminiscencia de la migración de los godos.
En algún momento alrededor del siglo I, los pueblos germánicos pudieron haber migrado desde Escandinavia hasta Gothiscandza, en lo que hoy es Polonia. Evidencia arqueológica temprana en la tradicional provincia sueca de Ostrogotia sugiere una despoblación general en este período. Sin embargo, no hay evidencia arqueológica para una emigración sustancial desde Escandinavia y pudieron ser originarios de la Europa continental.

Invasiones góticas del

A su llegada a la estepa póntica, las tribus germánicas adoptaron el estilo de vida de los nómadas euroasiáticos. Las primeras referencias griegas a los godos los llamaban escitas, puesto que esta zona a lo largo del mar Negro históricamente había sido ocupada por un pueblo, no relacionado con los godos, a quien denominaban de esa manera. La aplicación de esa denominación a los godos parece que no era etnológica, sino más bien geográfica y cultural —los griegos consideraban tanto a los escitas como a los godos como bárbaros—.
La cultura material más antigua que se conoce relacionada con los godos en la costa meridional del mar Báltico es la cultura de Wielbark, que se centraba en la moderna región de Pomerania en el norte de Polonia. Esta cultura reemplazó a la Oxhöft local, o cultura de Oksywie en el siglo I, cuando se desarrolló un asentamiento escandinavo en una zona de protección entre la cultura de Oksywie y la de Przeworsk.
La cultura de esta zona se vio influida por la cultura escandinava meridional, ya en épocas de la Edad del Bronce nórdica y la "Edad del Hierro prerromana" temprana (h. 1300 – h. 300 a. C.). De hecho, la influencia escandinava sobre Pomerania y lo que hoy es el norte de Polonia desde alrededor del año 1300 a. C. (período III) en adelante fue tan considerable que algunos[cita requerida] ven la cultura de la región como parte de la cultura de la Edad del Bronce nórdica.
En Europa oriental los godos formaron parte de la Cultura de Cherniajov de los siglos II a V.

### Versiones alternativas

#### Origen báltico
Según la periodista venezolana (de origen lituano) Jurate Rosales los godos serían de origen báltico, y estarían emparentados con los antiguos prusianos y con los actuales letones y lituanos. Esta tesis se basa sobre todo en investigaciones lingüísticas, en su apoyo se aduce la indudable presencia de restos góticos en las regiones del Báltico y las llanuras polacas donde permanecieron durante siglos hasta llegar luego a las llanuras de Ucrania. No obstante, académicos lituanos como Zigmas Zinkevičius y Alvydas Butkus sostienen que la teoría tiene todas las características de una obra pseudohistórica; no realiza una crítica de las fuentes y presenta interpretaciones lingüísticas erróneas e inexistentes. Asimismo, el hecho de que los antiguos Godos se mezclasen con grupos bálticos, o tuvieran transferencias culturales o lingüísticas de otros pueblos continentales no refuta su origen germánico.

#### Origen escita
Sundeep Jhutti, por su parte, señala en un trabajo sobre los pueblos escitas, que los godos (cualquiera fuese su origen étnico, pero ciertamente no germánico), recibieron una gran influencia de los pueblos nómadas indoeuropeos de las estepas de Europa Oriental, por lo cual los autores de la Antigüedad Tardía no estaban equivocados al llamarlos getas, (a quienes Jhutti considera también escitas y no tracios); los godos o eran escitas o estaban tan aculturados por ellos que eran indistinguibles.

## Migraciones y contacto con Roma
La primera referencia histórica de los godos es del historiador romano Tácito en el año 98 en su obra Germania, que los sitúa en la región del Vístula (actual Polonia), tierra que ellos llamaron Gothiscandza.
Alrededor del año 160, en la Europa central, tuvieron lugar los primeros movimientos del período de las grandes migraciones, conforme a tribus germánicas empezaron a desplazarse hacia el sudeste desde sus tierras ancestrales en la desembocadura del Vístula, presionando a las tribus germánicas desde el norte y el este. Como resultado de ello, en episodios de guerra vándala y gótica tribus germánicas (Rugii, godos, gépidos, vándalos, burgundios, y otros) cruzaron o bien el bajo Danubio o bien el mar Negro, lo que llevó a las guerras marcomanas, que dieron como resultado una amplia destrucción y la primera invasión de lo que hoy es Italia en la época del imperio romano. Se ha sugerido que los godos mantuvieron contacto con el sur de Suecia durante su migración. Los godos también actuaron en el ejército romano y tuvieron un papel limitado, por ejemplo véase Gainas.
En la primera incursión atestiguada en Tracia, los godos son mencionados como boranoi por Zósimo, y luego como boradoi por Gregorio el Taumaturgo. La primera incursión en el imperio romano que puede atribuirse a los godos es el saqueo de Histria en 238. En décadas posteriores hubo otras incursiones semejantes, en particular la batalla de Attrio en 251, liderada por Cniva, en la que murió el emperador romano Decio. Los godos fueron posteriormente reclutados con cierta intensidad para entrar en el ejército romano y así luchar en las guerras romano-sasánidas, participando de forma destacada en la batalla de Misijé en 242. Los mesogodos se asentaron en Tracia y Mesia.

Gotia
La isla de Gotlandia
Cultura de Wielbark a principios de siglo III d. C.
Cultura de Cherniajov, a principios del siglo IV d. C.
Imperio romano

Los primeros ataques por mar tuvieron lugar en tres años posteriores, probablemente 255-257. A un ataque sin éxito sobre Pityus le siguió en el segundo año otro, que saqueó Pitsunda y Trebisonda y desoló amplias zonas en el Ponto. En el tercer año, una fuerza mucho mayor devastó amplias áreas de Bitinia y la Propóntide, incluyendo las ciudades de Calcedonia, Nicomedia, Nicea, Mirlea, Cío y Bursa. Cuando las incursiones terminaron, los godos se habían hecho con el control de Crimea y el Bosporus y capturaron varias ciudades en la costa Euxina, incluyendo Olbia y Tyras, lo que les permitió implicarse en actividades navales más amplias.

El gran sarcófago Ludovisi, del, representa una batalla entre los godos y los romanos.

Después de que Galieno fuera asesinado en las afueras de Milán en el verano de 268 en un complot liderado por altos oficiales de su ejército, Claudio Gótico fue proclamado emperador y se dirigió a Roma para establecer su poder. La preocupación inmediata de Claudio eran los alamanes, que invadieron Recia e Italia. Después de derrotarlos en la batalla del lago Benaco, fue capaz por fin de ocuparse de las invasiones en las provincias balcánicas.
Al saber que Claudio se aproximaba, los godos intentaron primero invadir Italia directamente. Se enfrentaron en la batalla de Naisso.
Parece que Aureliano, quien estaba a cargo de toda la caballería romana durante el reinado de Claudio, lideró el atraque decisivo en la batalla. Algunos supervivientes fueron reasentados dentro del imperio, mientras que otros se incorporaron al ejército romano. La batalla aseguró la supervivencia del imperio romano durante otros dos siglos. En 270, después de la muerte de Claudio, los godos bajo el liderazgo de aquel a quien los romanos llamaban en latín Cannabaudes de nuevo lanzaron una invasión sobre el imperio romano, pero fueron derrotados por Aureliano, quien sin embargo entregó Dacia más allá del Danubio. Cuando los romanos abandonaron Dacia hacia 270, los godos emprendieron la ocupación del territorio hacia 300. 
Alrededor de 275 los godos lanzaron un último gran asalto sobre Asia Menor, donde la piratería por los godos del mar Negro estaba causando grandes alteraciones en Cólquide, Ponto, Capadocia, Galacia e incluso Cilicia. Fueron derrotados en algún momento del año 276 por el emperador Marco Claudio Tácito.
En 332, Constantino ayudó a los sármatas a asentarse en las orillas septentrionales del Danubio para defenderlo contra los ataques de los godos y por lo tanto reforzar la frontera del Imperio romano. Se calculó que alrededor de 100.000 godos murieron en la batalla y Ariaco, hijo del rey de los godos, fue cautivado.
Los godos se convirtieron progresivamente en soldados de los ejércitos romanos en el siglo IV, contribuyendo a la casi completa germanización del ejército romano en aquella época. El gusto gótico por lucir pieles se pusieron de moda en Constantinopla, lo que fue denunciado con intensidad por los conservadores.
Después de una hambruna estalló la guerra gótica de 376–382, cuando se rebelaron los godos y algunos de los tracios locales. El emperador romano Valente resultó muerto en la batalla de Adrianópolis en 378. Después de la decisiva victoria gótica en Adrianópolis, Julio, el magister militum del Imperio romano oriental, organizó una masacre a gran escala de godos en Asia Menor, Siria y otras partes del Este romano. Temiendo la rebelión, Julio atrajo a los godos a los confines de calles urbanas de las que ellos no podían escaparse y masacró a soldados y civiles por igual. Conforme las noticias se difundieron, los godos se rebelaron por toda la región, y murieron en gran número. Puede que los supervivientes se asentasen en Frigia. Aunque los hunos sometieron con éxito a muchos de los godos, cuando se unieron a sus filas, un grupo de godos liderados por Fritigerno huyeron cruzando el Danubio. Las principales fuentes de este período de la historia gótica incluye la Res gestae de Amiano, que menciona la implicación gótica en la guerra civil entre los emperadores Procopio y Valente en el 365 y relata la Guerra gótica (376-382). A finales del siglo IV, los hunos llegaron desde el este e invadieron la región controlada por los godos. Alrededor del año 375, los hunos desbordaron a los alanos y luego a los godos.

La máxima extensión de territorios gobernados por Teodorico el Grande en 523

Para el siglo IV, los godos habían tomado la Dacia romana y la dividieron en al menos dos grupos distintivos separados por el río Dniéster: los tervingios (liderados por los baltingos) al oeste y los greutungos (liderados por los amelungos) al este.
Las guerras entabladas entre los emperadores romanos y los gobernantes godos a lo largo de casi un siglo devastaron la región de los Balcanes y los territorios del noreste del Mediterráneo. Otras tribus se unieron a los godos y bajo el gran rey Hermanarico establecieron en el siglo IV (350) un reino que se extendía desde el mar Báltico hasta el mar Negro, teniendo como súbditos a eslavos, ugrofineses e iranios.

## Visigodos y ostrogodos
Los godos se separaron en dos ramas principales; los visigodos, que se hicieron foederati (federados) del Imperio romano en el año 332 mediante un acuerdo entre Ariarico, el jefe de los tervingios, y el emperador romano Constantino I el Grande; y los ostrogodos, que se unieron a los hunos. Tanto los greutungos como los tervingios se romanizaron intensamente a lo largo del siglo IV. Esto se hizo sobre todo mediante el comercio con los romanos, así como a través de los godos que formaban parte del acuerdo militar, que tenía su base en Bizancio e implicaba ayuda militar. Supuestamente, 40.000 godos fueron llevados por Constantino a Constantinopla para defenderla en su posterior reinado; y la guardia de palacio estaba compuesta, principalmente por pueblos germánicos, puesto que era menos probable que las tropas extranjeras se rebelasen tan lejos de casa y también con menos dudas a la hora de usar una fuerza mortal sobre la población nativa. El misionero godo arriano Ulfilas ideó el alfabeto gótico para traducir la Biblia; fruto de su misión evangelizadora, obtuvo la conversión de muchos godos del paganismo germánico al cristianismo arriano.
Los godos siguieron divididos en visigodos y ostrogodos durante el siglo V. Estas dos tribus estuvieron entre los pueblos germánicos que chocaron con el imperio romano tardío durante el período de las grandes migraciones. Las fuerzas visigodas dirigidas por Alarico I iniciaron a partir del año 395 una expedición hacia la península itálica que saqueó Roma en el 410. El emperador Honorio concedió a los visigodos la región de Aquitania, donde derrotaron a los vándalos, y conquistaron la mayor parte de la península ibérica en el año 475. 

### Visigodos
Los hunos cayeron sobre los tervingios, cuyo líder, firmemente pagano, Atanarico, buscó refugio en las montañas. Mientras tanto, el rebelde tervingio arriano Fritigerno se dirigió al emperador romano oriental, Valente en 376 con una porción de su pueblo y le pidió que le permitiera asentarse con su pueblo en la orilla meridional del Danubio. Valente lo permitió, e incluso ayudó a los godos en su cruce del río (probablemente en la fortaleza de Durostorum). Los visigodos saquearon Roma bajo el mando de Alarico I, derrotaron a Atila en la batalla de los Campos Cataláunicos bajo el mando de Teodorico I en 451, y fundaron un reino visigodo en Aquitania. En 507, los visigodos fueron empujados a Hispania por el reino franco después de la batalla de Vouillé en 507. Hispania estaba en situación de caos tras la invasión de suevos, alanos y vándalos.
A finales del siglo VI, los visigodos se habían convertido con el rey Recaredo al catolicismo romano. En 711 cuando los musulmanes derrotaron al rey Rodrigo durante la conquista musulmana de la península ibérica, fundaron el reino de Asturias en 718 y empezaron a recuperar el control bajo el liderazgo del noble visigodo Pelayo de Asturias, cuya victoria en la batalla de Covadonga (h. 722)  inició un avance hacia el sur de los reinos cristianos, que más tarde se llamaría Reconquista. Respecto a esto, hablando de los nobles visigodos y población visigoda que se había refugiado en el norte y unido a Pelayo, F. Navarro Villoslada (1818-1895) en su artículo Covadonga (1857) publicado el periódico cultural y científico  "El Museo Universal" escribe: Con semejante vida su espíritu y su cuerpo se habían vigorizado a la par, no eran ya los visigodos cobardes y afeminados de Witiza; eran los dignos descendientes de aquella raza teutónica que vino a mezclar su sangre con la del Bajo Imperio para salvar la civilización europea; eran aquellos hijos del Norte que se apellidaban el azote de Dios.  Este reino asturiano evolucionaría hasta convertirse en lo que modernamente son España y Portugal. Estos godos se hispanizaron por completo, conservando poco o nada de su cultura original, salvo por los nombres germánicos, algunos de los cuales aún se usan en la España moderna.
A finales del siglo VI los godos se asentaron como foederati en partes de Asia Menor. Sus descendientes, que formaron el regimiento de élite Optimatoi, aún vivían allí a principios del siglo VIII. Estaban en gran medida asimilados, pero su origen gótico aún era bien conocido: el cronista Teófanes el Confesor los llama Gothograeci ("godogriegos").

### Ostrogodos
En el siglo IV, el rey greutungo Hermanarico se convirtió en el líder gótico más poderoso, llegando a dominar una vasta zona en la estepa póntica que posiblemente se extendía desde el mar Báltico hasta el Negro llegando por el este hasta los montes Urales. El dominio de Hermanarico sobre las rutas comerciales del Don-Volga hacen que el historiador Gottfried Schramm consideró su reino como un antecedente del estado que fundaron los vikingos, la Rus de Kiev.

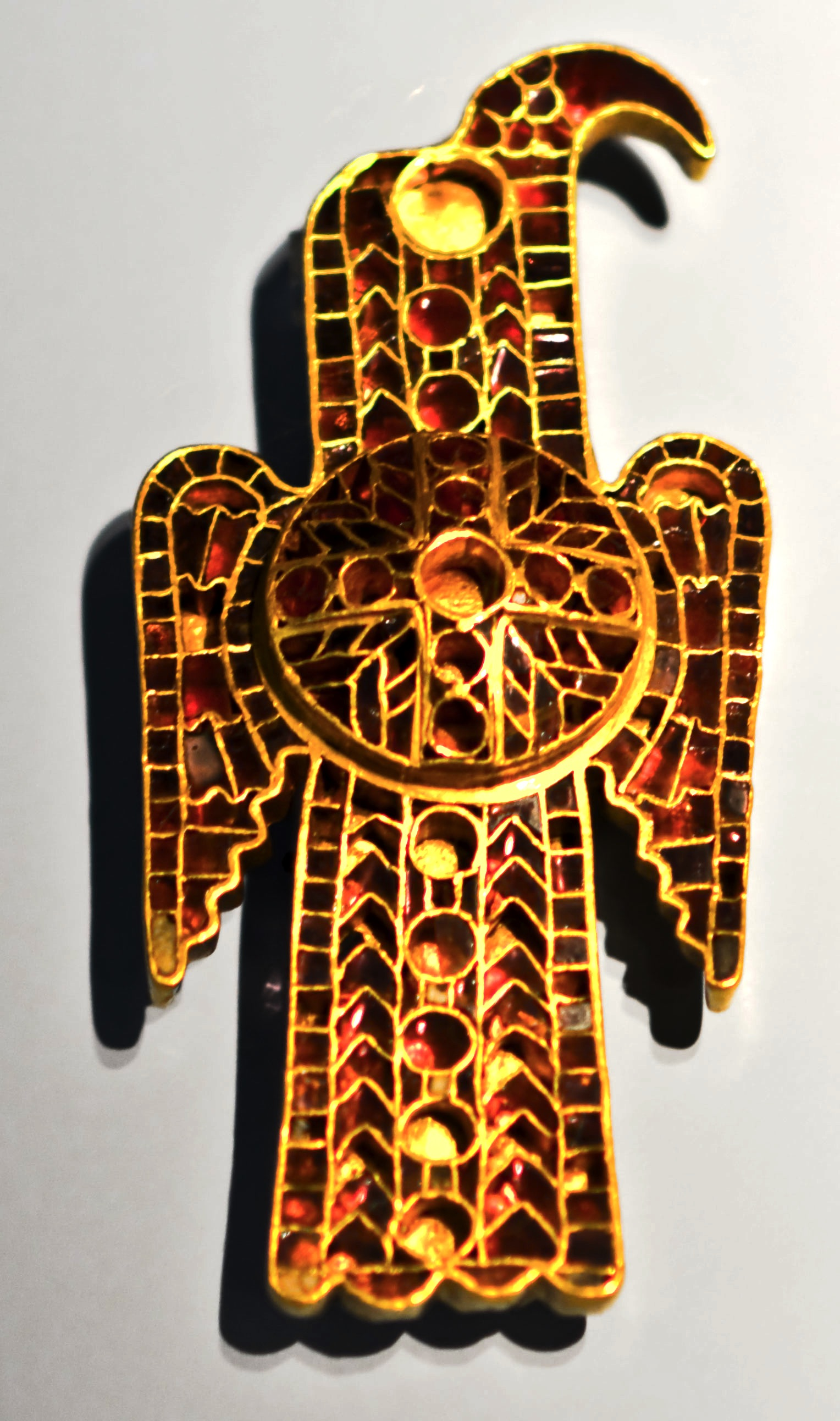
Una fíbula ostrogoda en forma de águila, año 500, Museo Nacional Germano de Núremberg.

Cristóbal I. Beckwith sugiere que todo el empuje huno en Europa y el imperio romano fue un intento de someter a godos independientes en el Oeste. Es posible que el ataque huno respondiera a la expansión gótica hacia el este. Hermanarico se suicidó, y los greutungos cayeron bajo el dominio huno.
Bajo Teodomiro, los ostrogodos se sacudieron del poder huno tras la batalla de Nedao en 454, y derrotaron decisivamente a los hunos de nuevo bajo Valamir en la Bassianae en 468. A petición del emperador Zenón, Teodorico el Grande entró en lo que hoy es Italia en 488. Asentó allí a su pueblo, fundando el reino ostrogodo que finalmente obtuvo el control sobre toda la península italiana. Los godos estuvieron brevemente reunidos bajo una sola corona a principios del siglo VI bajo Teodorico el Grande, quien se convirtió en regente del reino visigodo después de la muerte de Alarico II en la batalla de Vouillé en 507. Procopio entendió que el nombre visigodo significaba "godo occidental" y ostrogodo "godo del este" como godos occidental, reflejando la distribución geográfica de los reinos góticos de la época.
El reino ostrogodo persistió hasta 553 bajo Teya, cuando Italia, poco después de la muerte de Teodorico, volvió brevemente a control bizantino en la guerra gótica que devastó y despobló la península. En 552, después de que su líder Totila muriera en la batalla de Tagina (552), acabó toda resistencia ostrogoda efectiva, y el resto de los godos en Italia fueron asimilados por los lombardos, otra tribu germánica, que invadió Italia y fundó el reino lombardo en el año 567. En 568, los lombardos acabaron con este gobierno imperial restaurado.
Con el hundimiento de los reinos, los godos desaparecieron de la historia, habiendo asimilado rápida y totalmente a la civilización romana. La rama que más tiempo perduró fue la de los godos de Crimea, los cuales perdieron su independencia en el año 1475 frente a los turcos, en tanto su lengua, aún viva en parte del siglo XVI, no parece haberse extinguido hasta el siglo XVIII.
A finales del siglo XVIII, aún se menciona como existentes en la región las tribus góticas que permanecían en las tierras alrededor del mar Negro, especialmente en Crimea —entonces conocidos como los godos de Crimea—, y hablaban el dialecto gótico de Crimea, haciendo de ellos los últimos godos verdaderos. [cita requerida]

## Cultura

### Sociedad
La evidencia arqueológica en cementerios visigodos muestran que la estratificación social era análoga a la del pueblo de Saba el Godo. La mayoría de la gente eran campesinos comunes. Los pobres eran enterrados con ritos funerarios, a diferencia de los esclavos. En un pueblo de 50 a 100 personas, había cuatro o cinco parejas de élite.
En el este de Europa, las casas incluyen residencias de suelo hundido, otras habitaciones en superficie y establos. El asentamiento más grande conocido está en el distrito de Criuleni. Los cementerios de Cherniajov presentan tanto cremación como inhumación; entre los últimos la cabeza está al norte. Algunas tumbas se dejaron vacías. En los ajuares funerarios a menudo aparecen cerámica, peines de hueso y herramientas de hierro, pero rara vez armas.
Con el establecimiento en la provincia romana de Dacia, se produce un profundo cambio en la estructura económica y social de los godos. En un principio se trataba de un pueblo seminómada en donde todos los hombres eran libres y tenían los mismos derechos ante sus caudillos, siendo todos guerreros en potencia, para luego pasar a ser una sociedad dedicada a la actividad agrícola y en menor escala ganadera. Nace así una fuerza de campesinos libres que no deben guerrear y otra casta que estaba conformada por guerreros profesionales que se entregaban de lleno a la preparación militar. 
Surge también una aristocracia que se dedica a acumular grandes riquezas obtenidas mayoritariamente del comercio con el Imperio romano. Este cambio social y económico de convertirse en una nación agrícola, conlleva a que las aspiraciones militares de los godos sean la conquista de tierras fértiles donde poder asentarse y desarrollar la actividad mayoritaria. En todo el territorio conquistado se produce este poderoso fenómeno, pero se muestra una acentuación en comarcas visigodas, pues limitaban con el Imperio, por un lado, y con los ostrogodos, por el otro, mientras que estos últimos poseían la retaguardia desprotegida ante invasiones hunas y de otros grupos bárbaros.

### Economía

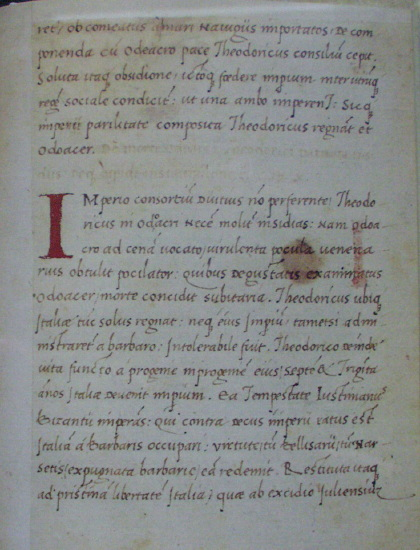
Edictum Theodorici regis. 512.

Cuando tuvieron los primeros contactos con el Imperio romano, los godos se dieron al pillaje dentro de sus tierras. Cuando se instalaron en Dacia, se dedicaron a la extracción de recursos minerales que luego comercializaban con los romanos.
Cabe destacar que los godos absorbieron con facilidad innovaciones tecnológicas, como el estribo, el arco, la equitación y nuevas tácticas militares basadas principalmente en la caballería armada con arco y flecha. Con estos avances y la riqueza obtenida del comercio con los romanos, los godos se convierten prontamente en una gran potencia que se encuentra por encima de otros pueblos germánicos. Esto hace que se transformen en un problema para el Imperio romano.
Este desarrollo económico (y también el desarrollo militar) produjo preocupación dentro de los límites imperiales, por lo que Aureliano se decidió a proclamar el Deus et dominus natus, reconociendo así a la nación goda asentada en Dacia, en el año 270. De esta forma, los romanos reconocían a los godos como una nación amiga y vecina, a pesar de que las incursiones al otro lado del Danubio proseguían sin importar lo que se estipulara en los tratados. Con el Deus et dominus natus se intentó pacificar a los godos, haciéndoles creer que eran gratos y necesarios para el Imperio; como bien se sabe, los romanos siempre fueron buenos diplomáticos.
La arqueología demuestra que los visigodos, a diferencia de los ostrogodos, fueron predominantemente granjeros. Cultivaban trigo, cebada, centeno, lino. También criaban cerdos, aves de corral y cabras. Caballos y asnos se criaban como animales para trabajar, y se les alimentaba con heno. Las ovejas se criaban por su lana, de la que hacían ropa. La arqueología indica que eran hábiles alfareros y herreros. Cuando se negociaban tratados de paz con los romanos, los godos exigían libre comercio. Las importaciones de Roma incluían vino, y aceite para cocinar.

### Arte
Antes de la invasión de los hunos, la cultura de Cherniajov goda produjo joyería, vasijas y objetos decorativos en un estilo muy influido por los artesanos griegos y romanos. Desarrollaron un estilo polícromo de orfebrería, usando celdillas para incrustar gemas en sus objetos de oro. Este estilo fue influyente en las zonas germánicas occidentales hasta bien entrada la Edad Media.

## Arte visigodo de Hispania

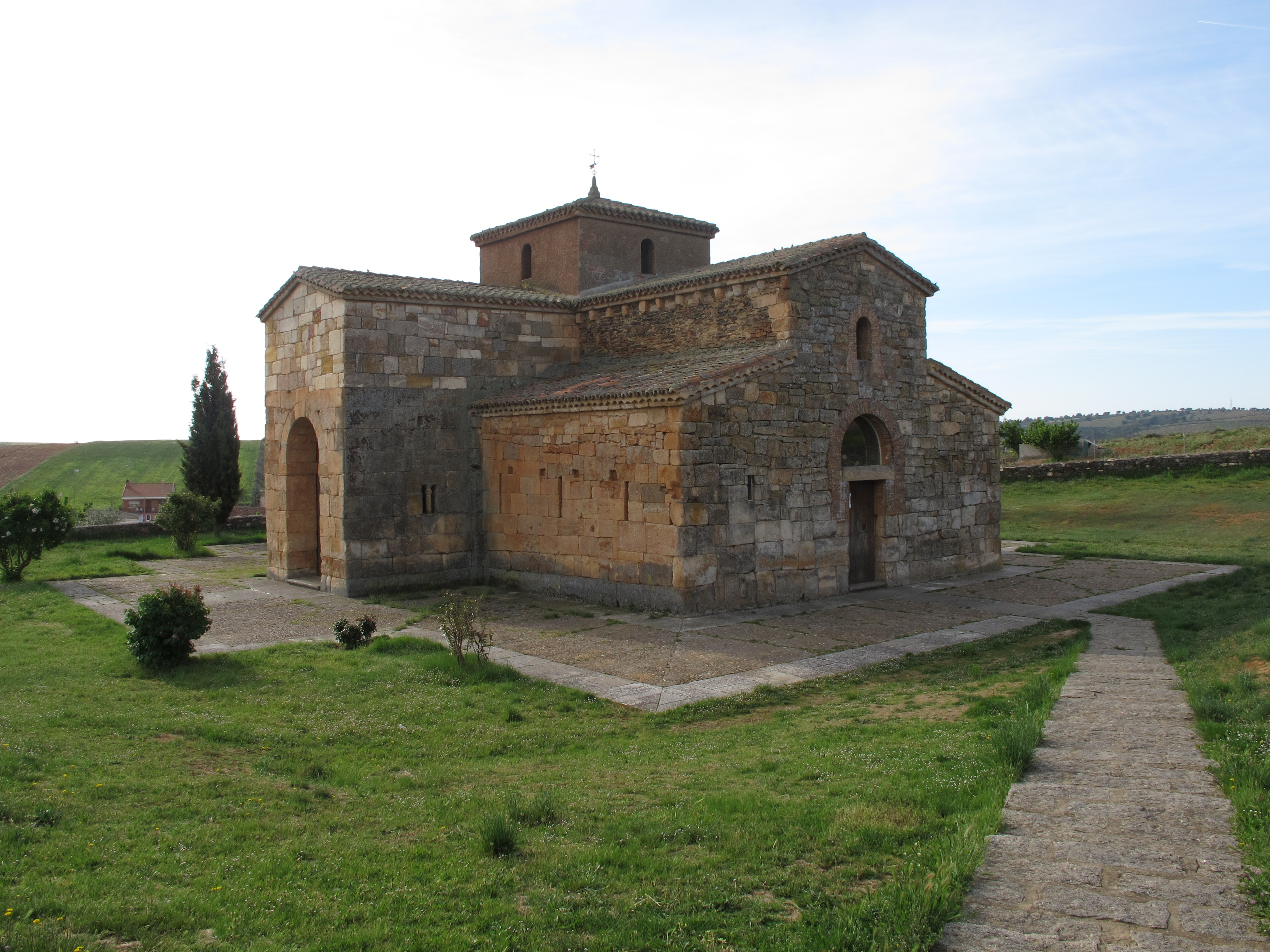
Iglesia visigoda de San Pedro de la Nave en El Campillo (Zamora).

### Arquitectura
Destacan construcciones religiosas que han sobrevivido a la conquista musulmana de la península ibérica,  por estar alejadas de los núcleos urbanos, pues era frecuente reutilizar los sillares, para construir murallas, castillos, etc. desmontando los edificios visigodos existentes hasta el año 711, entre ellas: San Pedro de la Nave, en la localidad de El Campillo (Zamora), del siglo VII, la iglesia de Santa María de Melque, en San Martín de Montalbán (Toledo), que nació como parte de un conjunto monástico en el siglo VII, y otras, según detalle:
- La ermita de Santa María, situada en la localidad burgalesa de Quintanilla de las Viñas.
- La iglesia de San Juan, en Baños de Cerrato (Palencia) de tipo basilical latino.
- Las iglesias de San Martín y de Santa Comba de Bande, ambas de Orense y de tipo más o menos bizantino en forma de cruz griega.
- La capilla de San Fructuoso de Montelius en Braga, Portugal.
- La iglesia de Santa Lucía del Trampal en Alcuéscar, Cáceres.
- La cripta de San Antolín, en la catedral de Palencia

Es característico de la arquitectura visigoda el arco de herradura, que más tarde sería adoptado por los musulmanes.
En cuanto a restos arqueológicos de arquitectura civil visigoda, destaca Recópolis que es una antigua ciudad de origen visigodo situada cerca de Zorita de los Canes (Guadalajara). Fue mandada construir por Leovigildo en honor a su hijo Recaredo en 578. Funcionó como un centro urbano importante, capital de una provincia visigoda denominada Celtiberia, de límites imprecisos, al este de la Carpetania (Toledo, la capital del reino). El conjunto está considerado «uno de los yacimientos más trascendentes de la Edad Media al ser la única ciudad de nueva planta construida por iniciativa estatal en los inicios de la Alta Edad Media en Europa» según Lauro Olmo Enciso, catedrático de arqueología de la Universidad de Alcalá. Se han identificado los restos de un complejo palatino, de una basílica visigoda, viviendas, y talleres de artesanía.

### Orfebrería

#### Coronas y cruces votivas
Una de las muestras más llamativas del arte visigodo en Hispania, se debe al hallazgo del tesoro de Guarrazar, es un tesoro de orfebrería visigoda compuesto por coronas y cruces que varios reyes de Toledo ofrecieron en su día como exvoto. Fue hallado entre los años 1858 y 1861 en el yacimiento arqueológico denominado huerta de Guarrazar, situado en la localidad de Guadamur, muy cerca de Toledo.  Las piezas están repartidas entre el Museo Cluny de París, la Armería del Palacio Real y el Museo Arqueológico Nacional, ambos en Madrid.

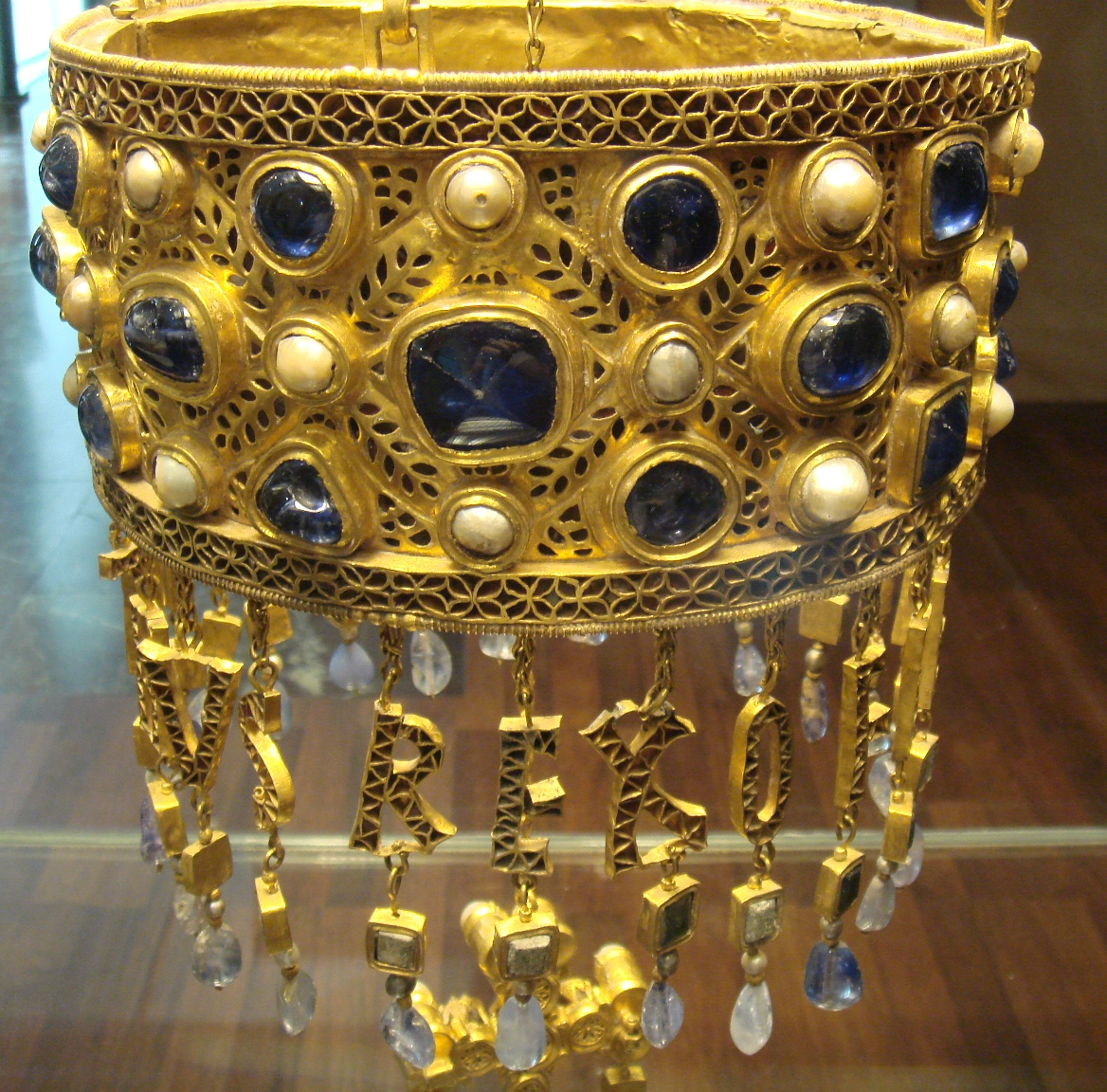
Corona del Rey Recesvinto,Museo Arqueológico Nacional (Madrid)

De las coronas, la Corona de Recesvinto es la que más llama la atención por su orfebrería y belleza, con letras colgantes de la misma, en ella se puede leer «Reccesvinthvs Rex offeret» («El rey Recesvinto [la] ofreció»).

#### Las fíbulas aquiliformes
Las fíbulas aquiliformes (en forma de águila) que se han descubierto en necrópolis como Duratón, Madrona o Castiltierra  ( localidades de Segovia), de gran importancia arqueológica, son una muestra inequívoca  de la presencia visigoda en España. Estas fíbulas se usaban sueltas o por pares, como broche o imperdible de oro, bronce y vidrio para unir la vestimenta, obra de los orfebres de la Hispania visigoda , arqueológicamente no hay duda de que estas fíbulas pertenecían al pueblo visigodo, presente en Hispania a partir del siglo V de nuestra era. Destacan las encontradas en Alovera (Guadalajara), y que se pueden ver en la ilustración (derecha).

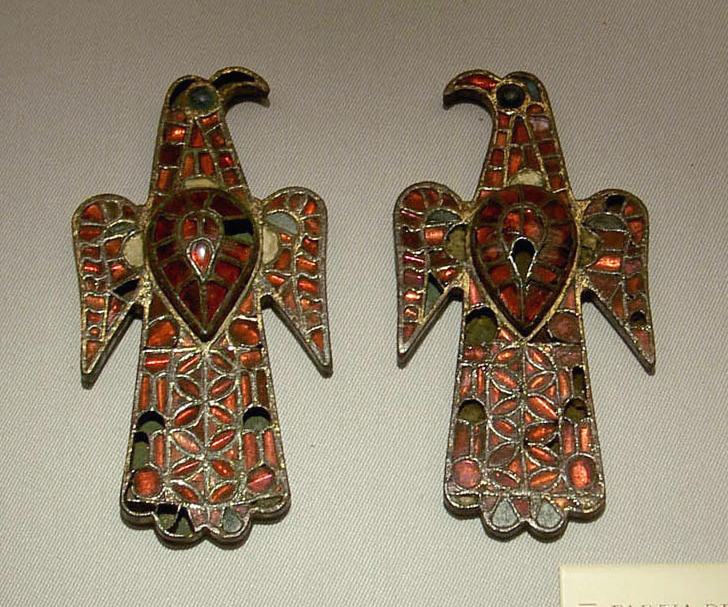
Fíbulas aquiliformes de Alovera Museo Arqueológico Nacional (Madrid).

#### Las placas y hebillas de cinturón

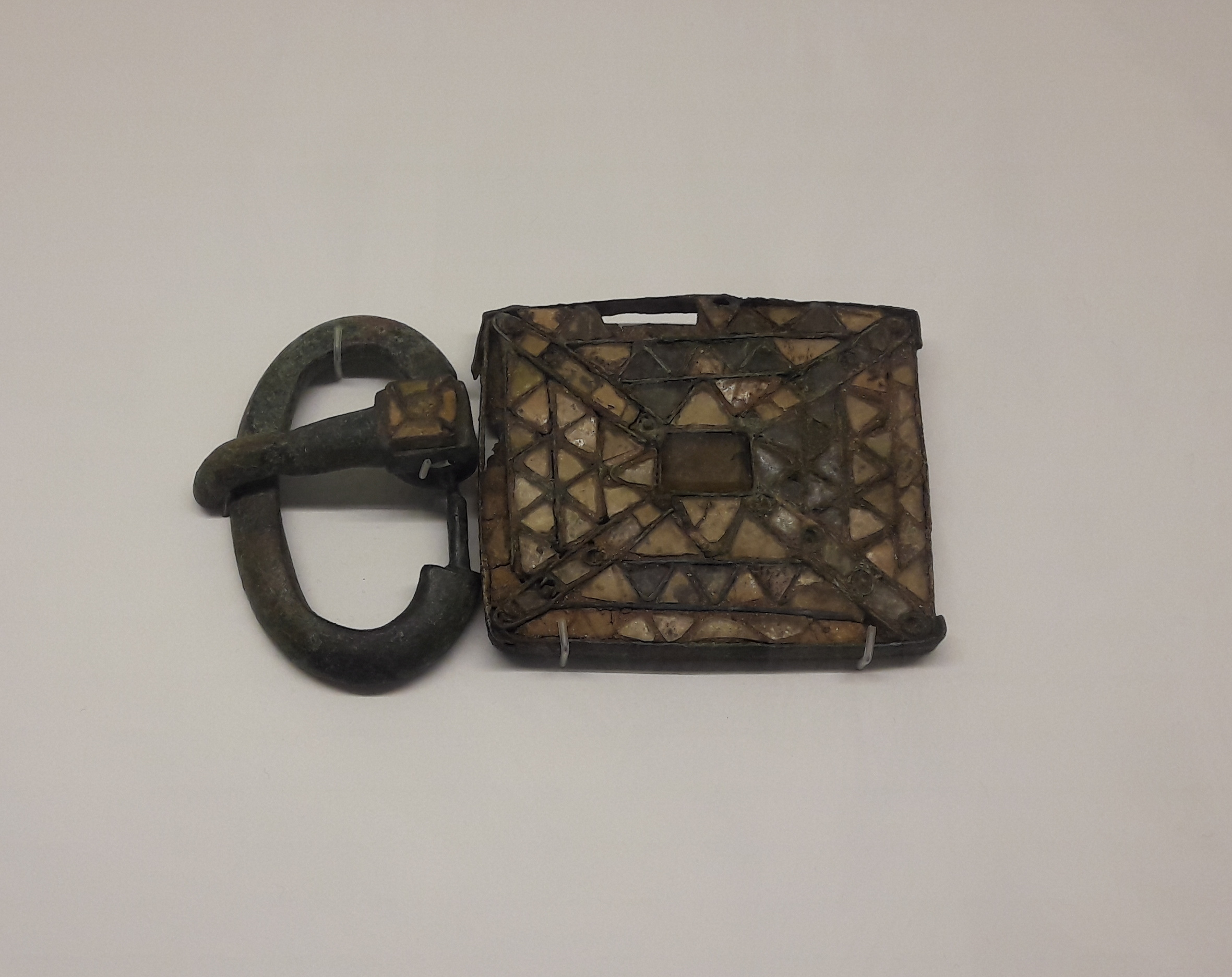
Placa y hebilla de cinturón. Bronce y hierro fundidos con decoración en pasta vítrea siguiendo la técnica del mosaico de celdillas o cloisonné. Siglos V-VII. Procedentes de la necrópolis visigoda de Castiltierra, Segovia. Museo de Málaga, España

Las placas y hebillas de cinturón  encontradas en España, son objetos con una doble función, de uso cotidiano y  ornamental, símbolo de rango y distinción de las mujeres visigodas, son hebillas grandes y rectangulares. Algunas piezas contienen excepcionales incrustaciones de lapislázuli de estilo bizantino. Las encontradas en la necrópolis visigoda de Castiltierra (Segovia), de los siglos V-VII, son de  bronce y hierro fundidos,  con decoración en pasta vítrea siguiendo la técnica del mosaico de esmalte alveolado o cloisonné, se trata de una técnica que puede utilizar incrustaciones de piedras preciosas, vidrio u otros materiales. Historiadores como G.G. Koenig, ven en las piezas  de España, características similares a la forma de vestir danubiana del siglo V-VI, según  el profesor Michel Kazanski director de Investigación del Consejo Nacional de Investigación Científica de Francia (CNRS), esta se desarrolló al norte del Mar Negro alrededor del año 400, y que los pueblos germánicos posteriormente la trajeron a occidente. Existe bastante variedad en la decoración, son destacables las piezas de orfebrería de las tumbas visigodas de Aguilafuente (Segovia), especialmente las encontradas en la tumba de una mujer, que se cree del siglo VI, en la que la hebilla iba acompañada de dos fíbulas y varias joyas características del traje femenino visigodo. En las necrópolis visigodas, también se encuentran pulseras de diferentes metales, collares de perlas y pendientes, con incrustaciones de vidrio de color. Todas estas joyas se han hallado en tumbas de la Hispania visigoda central, como es el caso de la necrópolis de Madrona (Segovia) que tiene un conjunto bastante variado de estos elementos ornamentales. El yacimiento de Aguilafuente  consta de más de doscientas tumbas.

### Lengua
El idioma gótico es una de las lenguas germánicas más tempranamente documentada, en el siglo IV, haciendo de él un idioma de interés en lingüística comparada. Se han encontrado escritos de leyendas populares de la Edad Media e, incluso, algunos estudiosos encontraron evidencia de que se habló hasta el siglo XVI, cuando se extinguió definitivamente, con la desaparición del gótico de Crimea.
El idioma gótico es una lengua germánica extinta, que, con la lengua de los burgundios, vándalos, hérulos y rugenos, constituía el grupo germánico oriental. Del resto de estas lenguas no se conoce nada si es que se conoce algo más que algunos nombres propios y algunos sustantivos, o palabras tomadas prestadas de otros idiomas. El gótico se conoce primariamente por el Codex Argenteus, una traducción de la Biblia. Se conservan fragmentos de la traducción de la Biblia, efectuada por Ulfilas, que convirtió y evangelizó a los godos. Estos, asentados al principio al norte del Danubio, fueron conducidos por el mencionado obispo en el año 348 al otro lado del río, cerca de Nicópolis, para que pudiesen escapar de las persecuciones anticristianas decretadas por Atanarico. 
La obra de Ulfilas fue de gran importancia. No solo era gran conocedor de su propia lengua, sino también del latín y griego. Se vio en la necesidad de trasladar los conceptos, los hechos culturales y los objetos de la civilización grecorromana a una lengua alejada de todo ello, debido a las características culturales del pueblo que la hablaba y carente también, si se exceptúan las inscripciones rúnicas germánicas, de cualquier tradición literaria. Por lo tanto, Ulfilas tuvo que crear primeramente un alfabeto proveniente del griego, pero con rasgos latinos y rúnicos, y solucionar a continuación los complicados problemas relacionados con la semántica. Aún con la limitación de tratarse de una lengua de una sola persona y resultado de una traducción, es la primera lengua germánica documentada. Además la lengua gótica posee ciertos trazos de conservación —ausente o en vías de desaparición en otras lenguas germánicas— que colocan a este idioma histórico bastante cerca de aquella abstracción científica que constituye el germánico común.
El idioma estaba en declive a mediados del siglo VI, debido a la victoria militar de los francos, la eliminación de los godos en Italia, y el aislamiento geográfico. En España el idioma perdió su última función, probablemente ya en declive, como idioma eclesiástico desde que los visigodos con Recaredo se convirtieron al catolicismo en 589. Ahora es un idioma extinto.

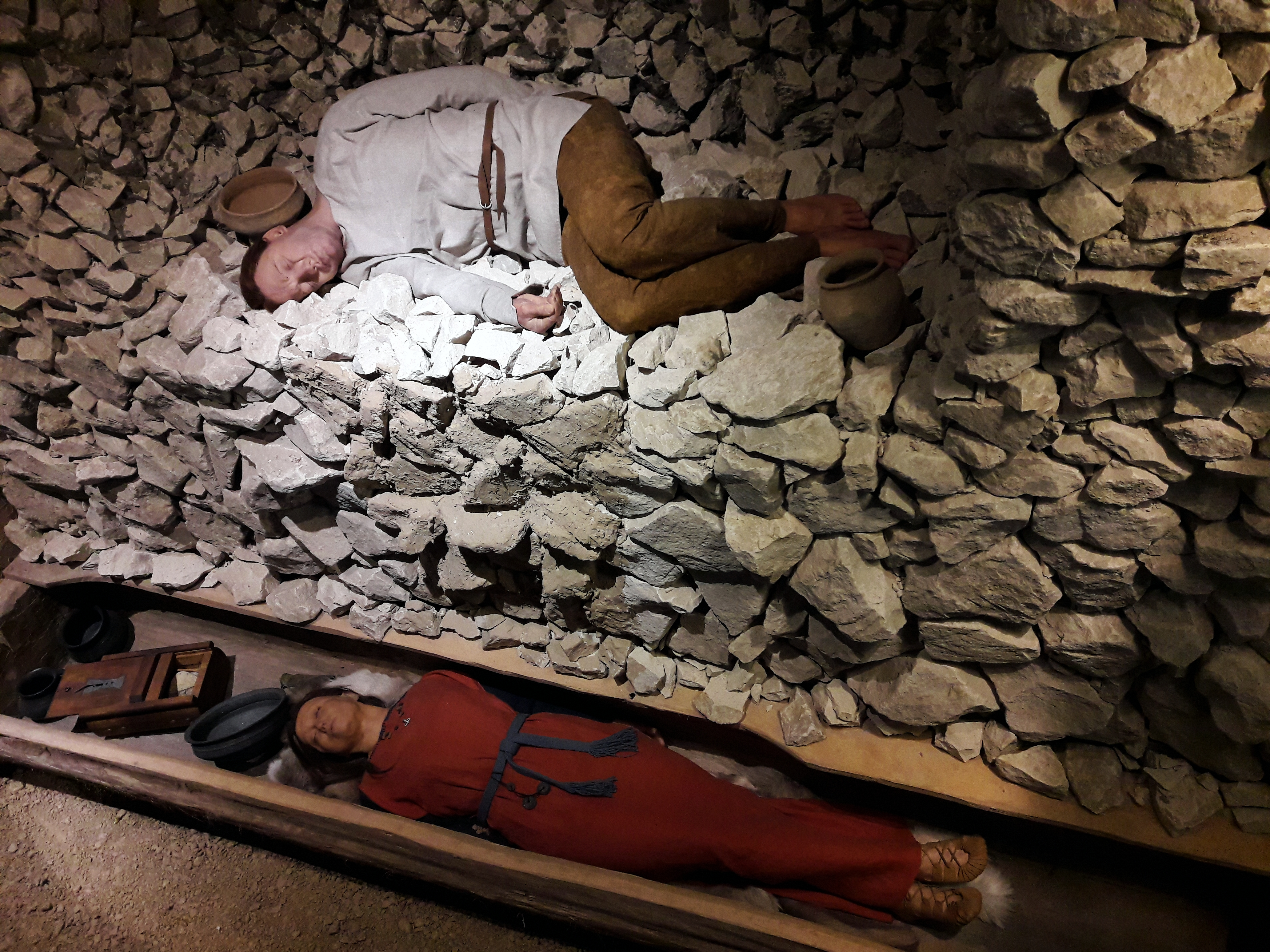
Reconstrucción de una tumba gótica de Masłomęcz del, en el Museo de Lublín.

### Religión
Inicialmente practicaron el paganismo gótico. Gradualmente los godos se convirtieron al cristianismo arriano en el curso del siglo IV como resultado de la actividad misionera por el obispo gótico Ulfilas, quien diseñó un alfabeto gótico para traducir la biblia al gótico.
Durante la década de los años 370, los conversos godos se vieron sometidos a la persecución gótica de cristianos por las autoridades paganas que quedaban del pueblo tervingio.
El reino visigodo en Hispania se convirtió al catolicismo en el siglo VII.
Los ostrogodos y sus restos, los godos de Crimea, estuvieron íntimamente relacionados con el Patriarcado de Constantinopla desde el siglo V, y se incorporaron plenamente bajo el Metropolitanato de Gotia desde el siglo IX.

## Legado
En España, el noble visigodo Pelayo de Asturias quien fundó el reino de Asturias y comenzó la Reconquista en la batalla de Covadonga, es un héroe nacional a quien se considera el primer monarca del país. Los propios gotlanders tenían tradiciones orales sobre una emigración masiva hacia el sur de Europa, documentada en la Gutasaga. Si los hechos están relatados, sería un caso único de una tradición narrada durante más de mil años y que de hecho antecede a la mayor parte de las principales divisiones de la familia de lenguas germánicas.
La relación de los godos con Suecia se convirtió en una parte importante del nacionalismo sueco, y, hasta el siglo XIX, los suecos eran considerados habitualmente como descendientes directos de los godos. Hoy, los estudiosos suecos identifican esto como un movimiento cultural conocido como goticismo, que incluye el entusiasmo por todas las cosas del nórdico antiguo.
El idioma y la cultura góticas desaparecieron en gran medida en la Edad Media, aunque su influencia continuó en pequeñas formas en algunos estados europeos occidentales. El idioma sobrevivió como lengua doméstica en la península ibérica (modernas España y Portugal) hasta el siglo VIII, y el autor franco Walafrido Strabo escribió que aún se hablaba en el bajo Danubio y que el gótico de Crimea se hablaba en regiones montañosas aisladas en Crimea a principios del siglo IX. Términos que parecen góticos se encuentran en manuscritos tardíos (posteriores al siglo IX) que puede que no pertenezcan al mismo idioma. En el siglo XVI un pequeño número de personas en Crimea podían hablar aún gótico de Crimea.
En la España moderna y medieval, se cree que los visigodos eran el origen de la nobleza española (compárese con Gobineau para una idea similar para los franceses). A principios del siglo VII, la distinción étnica entre visigodos e hispanorromanos había desaparecido, pero el reconocimiento de un origen godo, por ejemplo, en lápidas, aún sobrevivían entre la nobleza. La aristocracia visigoda del siglo VII se veía a sí misma como portadora de una consciencia gótica particular y como guardianes de antiguas tradiciones como los nombres germánicos; probablemente estas tradiciones estaban en su conjunto restringidas a la esfera familiar (los nobles hispanorromanos servían a nobles visigodos ya en el siglo V y las dos ramas de la aristocracia española había adoptado plenamente costumbres similares dos siglos más tarde).
Las pretensiones españolas y suecas sobre el origen godo chocaron en el concilio de Basilea en 1434. Antes de que los cardenales y las delegaciones pudieran implicarse en una discusión teológica, tenían que decidir cómo sentarse durante las sesiones. Las delegaciones de los países más destacados argumentaban que debían sentarse más cerca del papa, y también había disputas sobre quiénes tenían que obtener las mejores sillas y quiénes tener sus sillas sobre esteras. En algunos casos, se comprometieron de manera que algunos tendrían media pata de silla en el borde de una estera. En este conflicto, Nicolaus Ragvaldi, obispo de la diócesis de Växjö, pretendió que los "suecos" eran los descendientes de los grandes godos, y que el pueblo de Vestrogotia (Västergötland  en sueco; Westrogothia en latín) eran los visigodos y la gente de Ostrogotia (Östergötland en sueco; Ostrogothia en latín) eran los ostrogodos. La delegación española contestó que sólo los godos vagos y poco emprendedores se habían quedado en "Suecia", mientras que los godos heroicos habían abandonado "Suecia", invadido el imperio romano y asentado en España.
El gútnico aún se habla en Gotlandia y Fårö. Allí hubo un dialecto del nórdico antiguo llamado gútnico antiguo.

### En las sagas
- Según Hervarar saga ok Heiðreks (La Saga de Hervör y Heidrek), una saga legendaria del siglo XIII, Arheimar era una capital de los godos. La saga afirma que se encontraba a orillas del Dniéper.
- Hlöðskviða (La batalla de los godos y los hunos)

### Antiguos que escribieron sobre los godos
- Ambrosio: El prólogo de De Spiritu Sancto (Sobre el Espíritu Santo) hace una referencia de pasada a los títulos reales de Atanarico antes de 376.[64][cita requerida] Comentario sobre san Lucas: "Chuni in Halanos, Halani in Gothos, Gothi in Taifalos et Sarmatas insurexerunt".
- Amiano Marcelino: Res Gestae Libri XXXI.[65] Escribió que la dominación de los hunos de los reinos godos en Escitia empezó en los años 370.[66]
- El autor anónimo de la Historia Augusta escribió que los godos, junto con los hérulos saquearon Heraclea Pontica, Cícico y Bizancio. Fueron derrotados por la armada romana pero consiguieron escapar al mar Egeo, mientras que saqueaban las islas de Lemnos y Esciros. En la batalla de Termópilas (267) saquearon varias ciudades del sur de Grecia (provincia de Acaya) incluyendo Atenas, Corinto, Argos, Olimpia y Esparta. Una milicia ateniense, liderada por el historiador Dexipo, empujó a los invasores hacia el norte donde fueron interceptados por el ejército romano dirigido por Galieno.[67] Sin embargo, grandes proporciones se conocen como fraudulentas y la exactitud fáctica del resto es algo disputado.[68] De las segundas invasiones, la historia documenta que una enorme coalición formada por godos (greutungos y tervingios), gépidos y bastarnos, liderados de nuevo por los hérulos, reunidos en la desembocadura del río Tyras (Dniéster).[69] Pretenden un número total de 2.000–6.000 barcos y 325.000 hombres.[70] Esta es probablemente una gran exageración pero sigue siendo indicativa de la escala de la invasión. Después de fracasar en su ataque de algunas ciudades en las costas del mar Negro occidental y el Danubio (Constanţa, Marcianopolis), ellos atacaron Bizancio y Uskudar. Parte de su flota naufragó, bien debido a la inexperiencia gótica en la navegación a través de las violentas corrientes de la Propóntide[71] o debido a que fue derrotada por la armada romana.
- Aurelio Víctor: Los Césares, una historia desde Augusto hasta Constancio II.
- Casiodoro: una historia perdida de los godos usada por Jordanes.
- Claudiano: Poemas.
- Código Teodosiano
- Epitome de Caesaribus
- Eunapio, historiador griego del siglo IV, describe la poderosa constitución de los godos de modo peyorativo: sus cuerpos provocaron desprecio en todos los que los vieron, porque eran demasiado grandes y pesadas para que sus pies los llevasen, y eran apretados en su cintura – como aquellos insectos de los que habla Aristóteles.[72] Eutropio: Breviario.
- Eusebio, un historiador que escribió en griego en el siglo III, nos dice que en 334, Constantino evacuó aproximadamente a 300.000 sármatas desde la orilla norte del Danubio después de una revuelta de los esclavos sármatas. Desde 335 hasta 336, Constantino, siguiendo con su campaña en el Danubio, derrotó a muchas tribus góticas.[73]
- Filostorgio: historia de la iglesia griega.
- Gregorio de Nisa
- Herman de Reichenau, un erudito del siglo XI, escribe que los godos entraron en el mar Egeo y un grupo separado saqueó las islas egeas llegando hasta Creta, Rodas y Chipre. La flota probablemente saqueó también Troya y Éfeso, destruyendo el templo de Artemisa, una de las Siete maravillas del mundo antiguo. Mientras su fuerza principal había construido obras de asedio y estuvo cerca de tomar las ciudades de Tesalónica y Casandrea, se retiró al interior de los Balcanes en las noticias de que el emperador estaba avanzando. En su camino, saquearon Dojran y Pelagonia.[74]
- Jerónimo: Crónica
- Jordanes, en su Getica, escrita a mediados del siglo VI, escribió que los godos que emigraron antes salieron de Scandza (Escandinavia) bajo el rey Berig en tres barcos. Un cargamento se asentó cerca del Vístula.[75] Se trasladaron entonces a una zona a lo largo de la costa meridional del mar Báltico que estaba habitada por los rugios, y los expulsaron.[76]
- Juliano el Apóstata
- Lactancio: Sobre la muerte de los perseguidores
- Olimpiodoro de Tebas
- Panegyrici Latini
- Paulino de Milán: Vida del obispo Ambrosio de Milán
- Paulo Orosio escribió que los godos fueron del mismo tipo que los suiones (suecos), los vándalos, y las otras tribus escandinavas.[77]
- Plinio el Viejo escribió que Piteo, un explorador que visitó el norte de Europa en el siglo IV a. C., informó de que los gutones, un pueblo de Germania, habitaba las costas de un estuario llamado Mentonomon (el mar Báltico).[78]
- Procopio, el historiador bizantino del siglo VI, describió a los godos como altos y rubios: Pues todos ellos tienen cuerpos blancos y cabello claro, y son altos y da gusto mirarlos por lo bellos.[79]
- Señaló que los godos, gépidos y vándalos eran física y culturalmente idénticos, sugiriendo un origen común.[79]
- Sozomeno
- Sinesio: De regno y De providentia. El obispo griego del siglo IV comparó a los godos con lobos entre ovejas, se burlaba de ellos por lucir pieles y mencionó su lealtad a Roma:

Un hombre en pieles liderando guerreros que lucen la clámide, intercambiando sus pieles de ovejas por la toga para debatir con los magistrados romanos y quizás incluso sentarse junto a un cónsul romano, mientras los hombres respetuosos de la ley se sentaban detrás. Luego esos mismos hombres, una vez que se han alejado un poco del senado, se ponían de nuevo sus pieles de oveja, y cuando ellos se reunían de nuevo con sus colegas, se burlaban de la toga, diciendo que no podían cómodamente desenvainar sus espadas.

- Tácito escribió que los godos y los vecinos rugios y lemovios llevaban escudos redondos y espadas cortas.[56] Sin embargo, los godos que más tarde lucharían o se aliarían con los hunos, y quienes lucharon por y contra Roma, puede que no fueran el mismo pueblo que Tácito describe.[80]
- Temistio: Discursos
- Teodoreto de Ciro
- Según Zósimo, Dexipo tuvo una importante victoria cerca de Nesos (río Mesta), en el límite entre la provincia romana de Macedonia y Tracia, la caballería dálmata del ejército romano ganase una reputación como buenos guerreros. Las bajas bárbaras se calcularon en 3000 hombres. Escribe sobre la batalla de Naisso por un ejército romano liderado por Claudio avanzando desde el norte. La batalla lo más probable es que tuviera lugar en 269, y tuvo una disputa feroz. Amplios números de ambos lados resultaron muertos pero, en el momento crítico, los romanos engañaron a los godos en una emboscada pretendiendo huir. Alrededor de 50.000 godos fueron supuestamente muertos o hechos cautivos y su base en Tesalónica destruida.[81]

## Sentido moderno del término «godo»
El recuerdo del pueblo godo se ha mantenido en la cultura popular española a lo largo de los siglos asociado a la nobleza antigua, dando lugar a expresiones como «hacerse los godos» o «ser godo». Con el tiempo, el adjetivo «godo» ha adquirido varias acepciones, generalmente despectivas hacia las personas de origen español; al igual que gabacho hacia las de origen francés, gringo a estadounidenses o pocho a mexicoestadounidenses.
- en las Islas Canarias es habitual el uso del término «godo» para referirse despectivamente a los españoles peninsulares e insulares (islas Baleares);[82]
- durante las guerras de independencia hispanoamericanas los partidarios de la independencia llamaban despectivamente «godos» a los españoles y a los criollos realistas;
- a consecuencia de lo anterior, en algunas partes de América, como Ecuador, Bolivia y México; se sigue llamando «godos», «chapetones» o «gachupines» a los españoles. En otras, como Venezuela y Colombia, se denomina así a los miembros de los partidos conservadores de Venezuela y de Colombia y, por extensión, a sus miembros.[82]